# Z1型駆逐艦
Z1型駆逐艦（1934型駆逐艦：Zerstörer 1934）はドイツ海軍の駆逐艦である。1937年に4隻が就役している。

## 概要
第一次世界大戦後、新しい英独海軍協定の下で、それまでのヴェルサイユ条約の軍備制限を脱した最初の駆逐艦として建造された。
戦間期ドイツの仮想敵国であったフランス、ポーランド海軍の大型駆逐艦への対抗を念頭に置いたためやや大きめの船体となり、またドイツ近海の運用を主眼に置いていたため航続力や荒海での耐航性はあまり重視されない設計となっていた。
機関は新型の高圧ボイラーを搭載したが、整備が困難で大きな振動を発するなど十分な性能を発揮できず、4隻で改良型の1934A型へ移行した。

## 同型艦
Z1型駆逐艦は、4隻ともすべてドイチェヴェルケのキール造船所にて建造された。
| 艦名                                          | 起工            | 進水            | 就役           | 備考                                                                           |
| --------------------------------------------- | --------------- | --------------- | -------------- | ------------------------------------------------------------------------------ |
| Z1 レーベレヒト・マース （Leberecht Maass）   | 1934年 10月10日 | 1935年 8月18日  | 1937年 1月14日 | 1940年2月22日 ヴィーキンガー作戦において友軍機の誤爆を受け大破後、触雷し沈没。 |
| Z2 ゲオルク・ティーレ （Georg Thiele）        | 1934年 10月25日 | 1935年 8月18日  | 1937年 2月27日 | 1940年4月13日 第2次ナルヴィク海戦において座礁。                                |
| Z3 マックス・シュルツ （Max Schultz）         | 1935年 1月2日   | 1935年 11月30日 | 1937年 4月8日  | 1940年2月22日 イギリス軍の機雷に触雷し沈没。                                   |
| Z4 リヒャルト・バイツェン （Richard Beitzen） | 1935年 1月7日   | 1935年 11月30日 | 1937年 4月13日 | 賠償艦としてイギリスに譲渡。1949年解体。                                       |

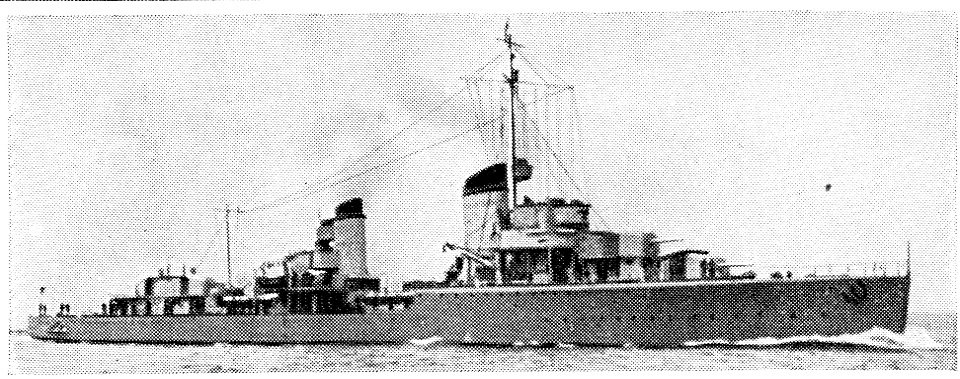
「レーベレヒト・マース」
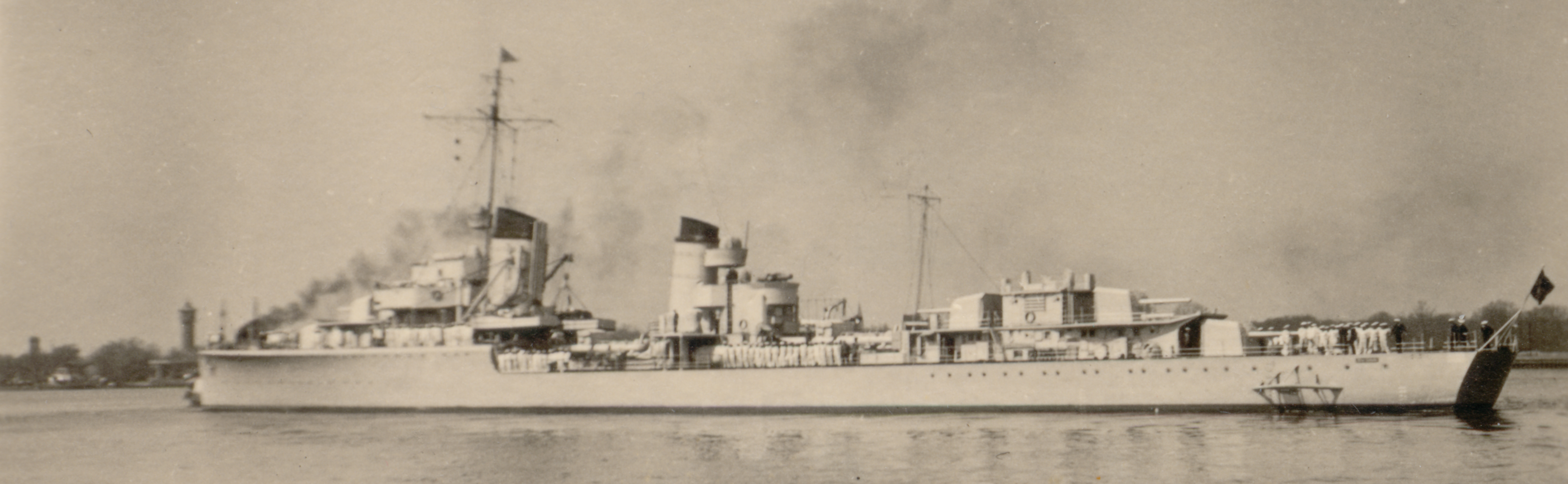
「マックス・シュルツ」
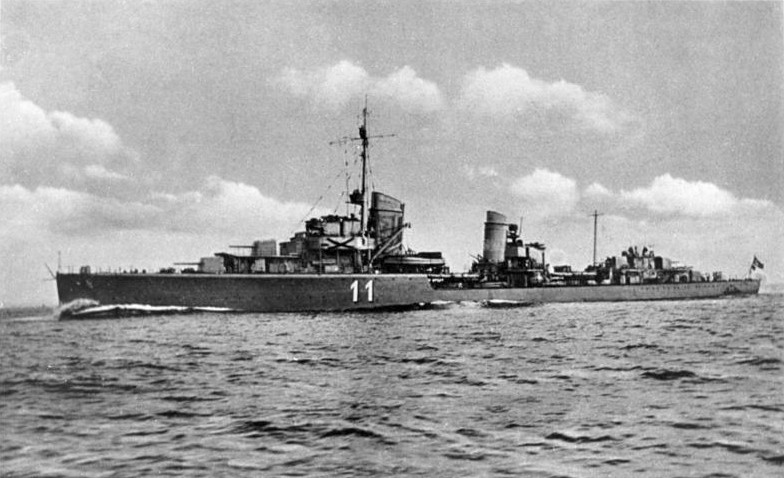
「リヒャルト・バイツェン」